# Викторвил (Калифорнија)
Викторвил (енгл. Victorville) град је у америчкој савезној држави Калифорнија. По попису становништва из 2010. у њему је живело 115.903 становника.

## Демографија
Према попису становништва из 2010. у граду је живело 115.903 становника, што је 51.874 (81,0%) становника више него 2000. године.
|                   | 2010.            | 2000.           |
| Укупно            | 115 903 (100,0%) | 64 029 (100,0%) |
| Хиспаноамериканци | 55 359 (47,76%)  | 21 426 (33,46%) |
| Белци             | 32 804 (28,30%)  | 30 382 (47,45%) |
| Афроамериканци    | 19 483 (16,81%)  | 7 630 (11,92%)  |
| Азијати           | 4 641 (4,004%)   | 2 226 (3,477%)  |
| Остали            | 3 616 (3,120%)   | 2 365 (3,694%)  |